# Pombalinho (Golegã)
Pombalinho è una freguesia del concelho di Golegã. 
È situata sulla riva destra del fiume Tago, a circa 8 km a sud della capitale del concelho e 22 km a nord-est della città di Santarém, Pombalinho era originariamente chiamato Santa Cruz de Pombal, fino a quando dal XVIII secolo divenne noto con la sua attuale denominazione, per distinguerla dalle altre città con lo stesso nome, in particolare la città di Pombal. Fino alla riforma amministrativa del 2013 apparteneva al concelho di Santarém, venendo poi trasferito a quello di Golegã.